# Opius euaffinis
Opius euaffinis är en stekelart som beskrevs av Fischer 1963. Opius euaffinis ingår i släktet Opius och familjen bracksteklar. Inga underarter finns listade i Catalogue of Life.